# Tahirou Congacou
Tahirou Congacou (ur. 1913, zm. 1994) – beniński polityk, pełniący obowiązki prezydenta Dahomeju od 29 listopada do 22 grudnia 1965.
Pochodził z rodziny królewskiej z Djougou, należał do grupy etnicznej Dendi. W czasach kolonialnych był subperfektem w mieście Nikki. Po drugiej wojnie światowej wybrany do parlamentu Dahomeju, następnie od 1952 do 1957 członek lokalnego parlamentu. Po odwołaniu Huberta Magi w styczniu 1964 został przewodniczącym Zgromadzenia Narodowego, a także wiceszefem rządzącej Partii Demokratycznej. Po tym, jak 22 listopada generał Christophe Soglo usunął z urzędu prezydenta Justina Ahomadegbé, tymczasowo przekazał mu władzę, aby sformował rząd jedności narodowej w miejsce dotychczasowego, podzielonego przez konflikty regionalne. Rząd Cognacou składał się z niego samego jako ministra spraw zagranicznych i czterech technokratów. Gabinet uległ jednak rozwiązaniu już 4 grudnia, a gdy Congacou nie rozpisał przewidzianych w konstytucji wyborów, Soglo sam przejął władzę prezydencką.
W listopadzie 1968 powołany przez premiera Émile'a Derlin Zinsou do Rady Społecznej i Ekonomicznej. W latach 1990–1991 wchodził w skład Wysokiej Rady Republiki podczas procesu reform demokratycznych. Zmarł w 1994.